# 호학쌍형권
《호학쌍형권》(虎鶴雙形拳)은 중국 남파 권법 중 최대 문파를 이루는 홍가권(洪家拳)의 한 권법이다. 호랑이의 움직임을 형상화한 호권(虎拳)과 학의 움직임을 형상화한 학권(鶴拳)이 합쳐진 권법이며 호권의 강맹함과 학권의 부드러움이 조화를 이루고 있어 강유를 두루 갖추고 있는 권법이다.

## 구성
호학쌍형권의 투로는 전체 초식이 112식으로 이루어진 상당히 긴 권법이다. 호랑이의 움직임을 형상화한 호권(虎拳)과 학의 움직임을 형상화한 학권(鶴拳)이 합쳐져 있는데 전반부와 후반부는 대부분 호권으로 편성되어있고 중반부에 학권이 편성되어있다. 호권과 학권의 비중은 각각 80%와 20%로 호권의 비중이 훨씬 크다. 호권의 특징은 강맹함인데 주로 상대방의 공격을 정면으로 막으면서 급소를 향해 공격하는 기법들로 이루어져있고 학권의 특징은 부드러움으로 상대방의 공격을 회피하면서 빠르게 급소를 치고들어가는 기법으로 이루어져있다. 따라서 강유(剛柔)를 모두 갖춘 권법으로 평가받는다. 그 원리가 "약자가 강자를 이기기 위해 만들어진 권법"이기에 호학쌍형권을 통해 홍가권 수련자들은 대부분의 홍가권의 실전 기술들을 연마할 수 있다. 문파마다 호학쌍형권의 비중은 모두 다르지만 보통 중급 투로로 가르치고 있으며 공자복호권(工字伏虎拳)을 완전히 익혀 홍가권의 기초를 다진 이에게만 전수할 수 있게 되어있다. 호학쌍형권의 기술들은 즉실성이 높고 겉으로도 상당히 화려하기에 대다수 홍가권 수련생들은 호학쌍형권을 가장 선호한다고 한다.

## 역사
호학쌍형권은 홍가권의 창시자인 홍희관(洪熙官)이 만들었다는 설이 가장 유력하다. 기존에 호권과 학권은 소림오권(少林五拳) 속에 포함되어 있는 독립된 권법이었는데 스승인 지선선사(至善禪師)로부터 호권을 배운 홍희관이 학권의 고수인 아내 방영춘(方永春)으로부터 호권의 강맹함을 보완하기 위해 학권을 배웠고 스승 지선선사와 사제 방세옥(方世玉)을 죽인 청조의 앞잡이 백미도인(白眉道人)과 그의 제자 풍도덕(馮道德)과 싸우면서 즉흥적으로 호권과 학권을 결합하여 승리를 거두었다고 한다. 이에 즉흥적이었지만 자신이 쓴 기법에 놀란 홍희관은 체계적인 연구를 하여 마침내 호학쌍형권을 창시했다는 것이 정설로 내려오고 있다. 이후 황비홍(黃飛鴻)대에 이르러 호학쌍형권은 새롭게 개량되기에 이른다. 황비홍은 자신이 배운 기존의 호학쌍형권을 체계적으로 개량하였는데 헛점이 많은 동작은 모두 배제하고 효과적이고 즉실성이 높은 동작들로 새로 개편을 하였다고 한다. 이때 새롭게 수정되고 추가된 동작이 많아 황비홍의 계보를 잇는 홍가문 사람들은 황비홍을 사실상 호학쌍형권의 창시자라고 할 정도라고 한다.

## 참조
- 소림홍권(공자복호권) - 중화민국장권홍권추광학회 / 少林洪拳(工字伏虎拳) - 中華民國長拳洪拳推廣學會